# برازو (ميزوري)
برازو (بالإنجليزية: Brazeau)‏ هي إحدى المجتمعات الفردية (غير مصنفة) في ولاية ميزوري في الولايات المتحدة الأمريكية.

## معرض صور

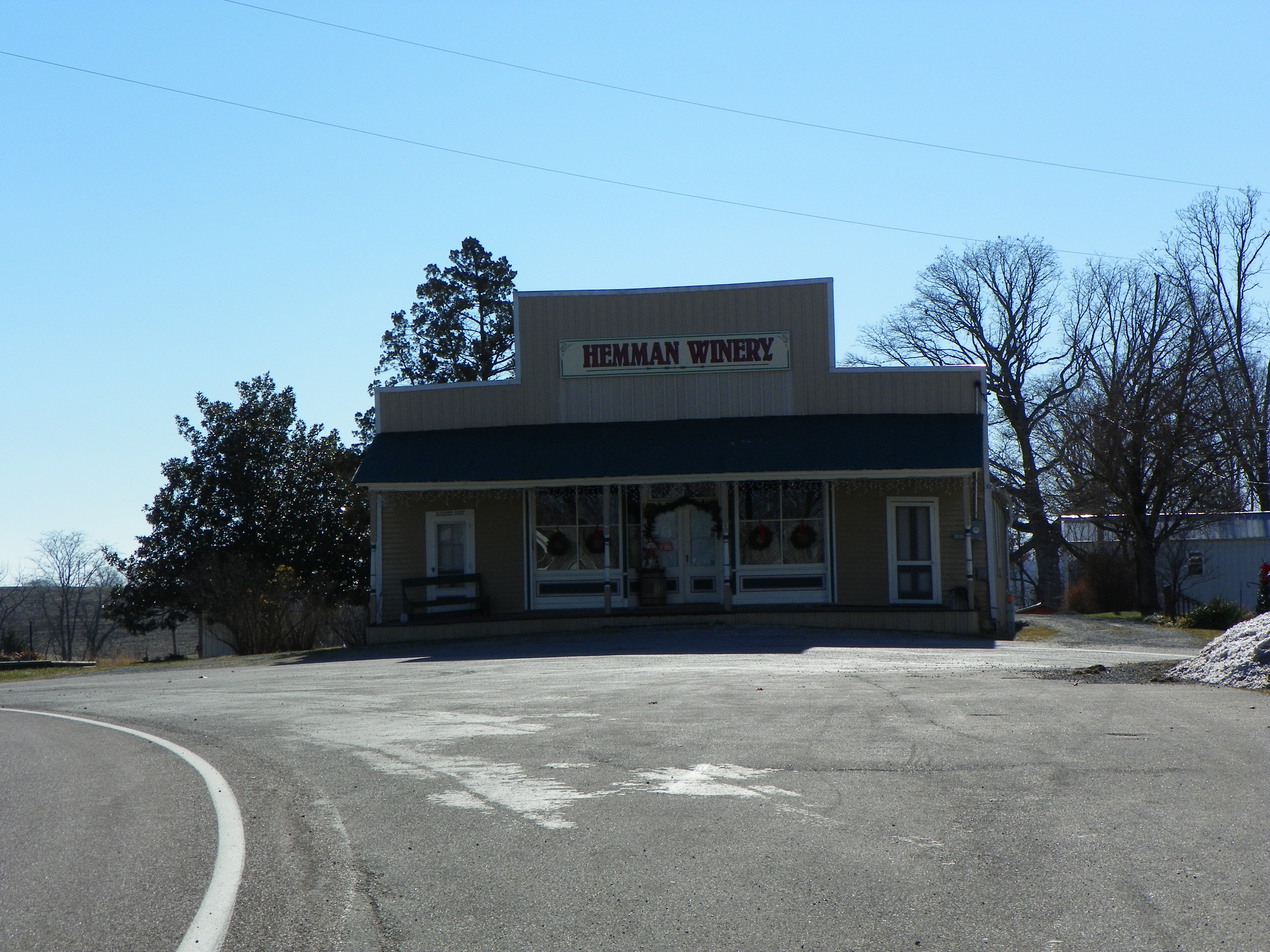
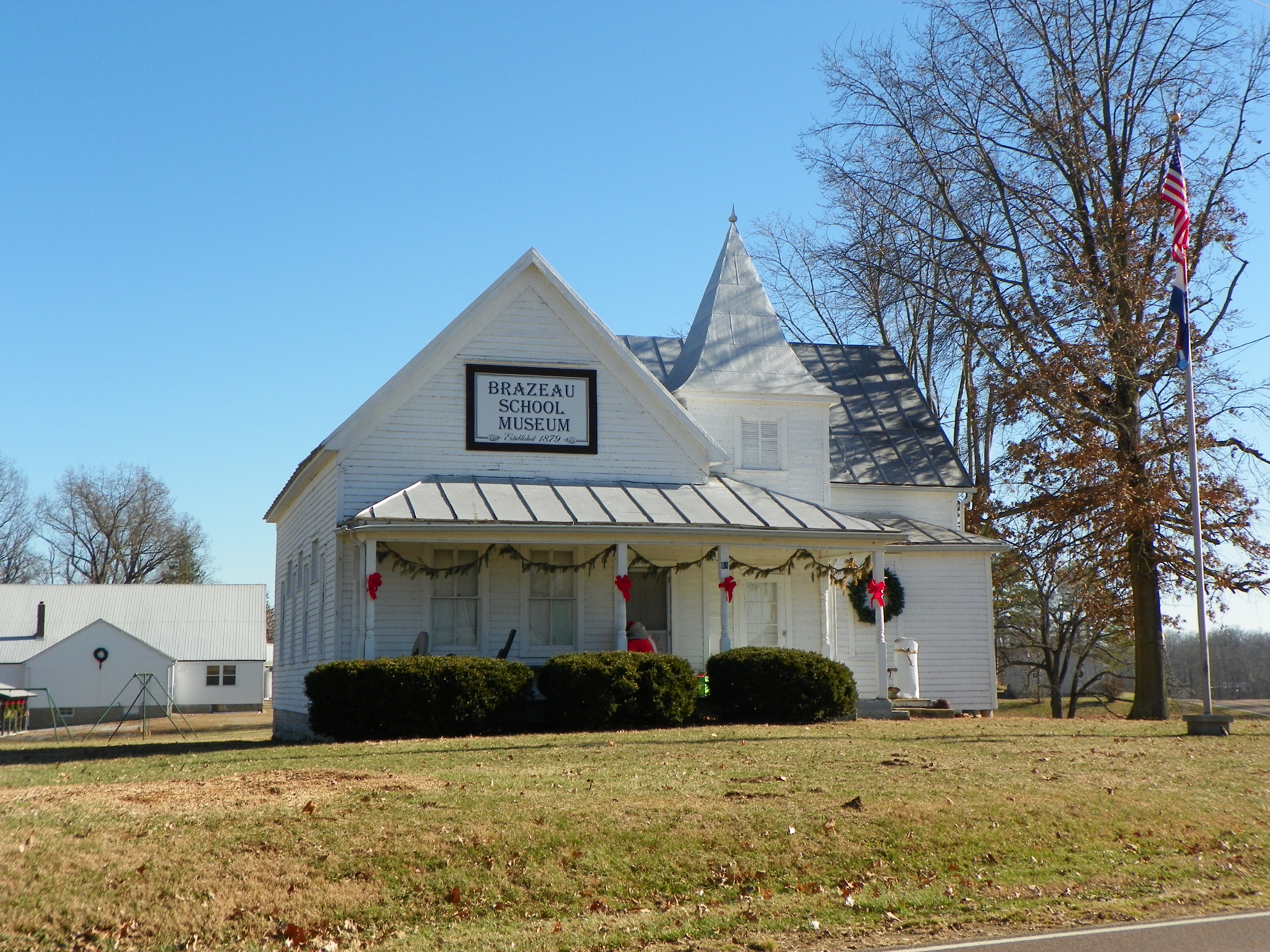
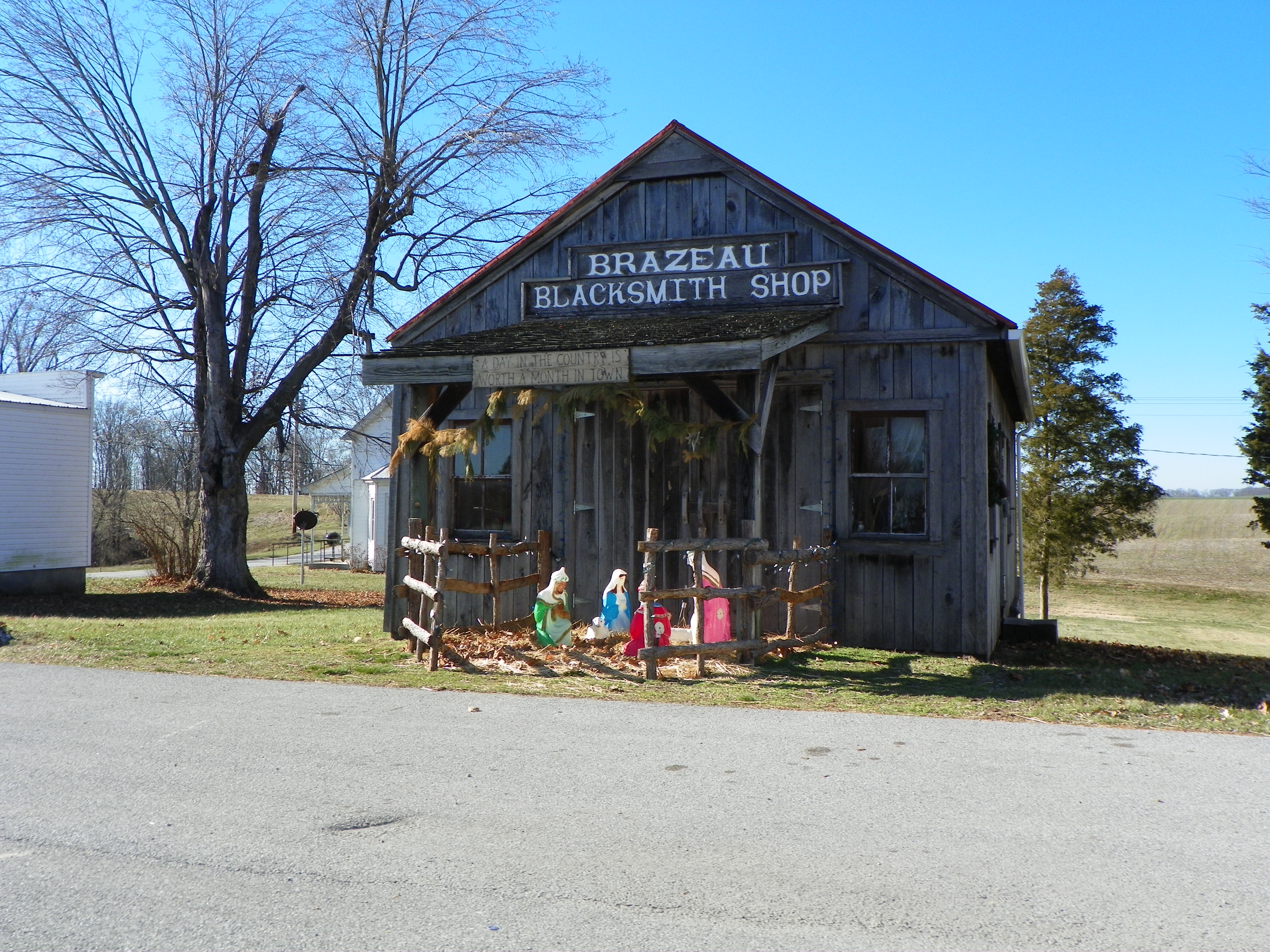
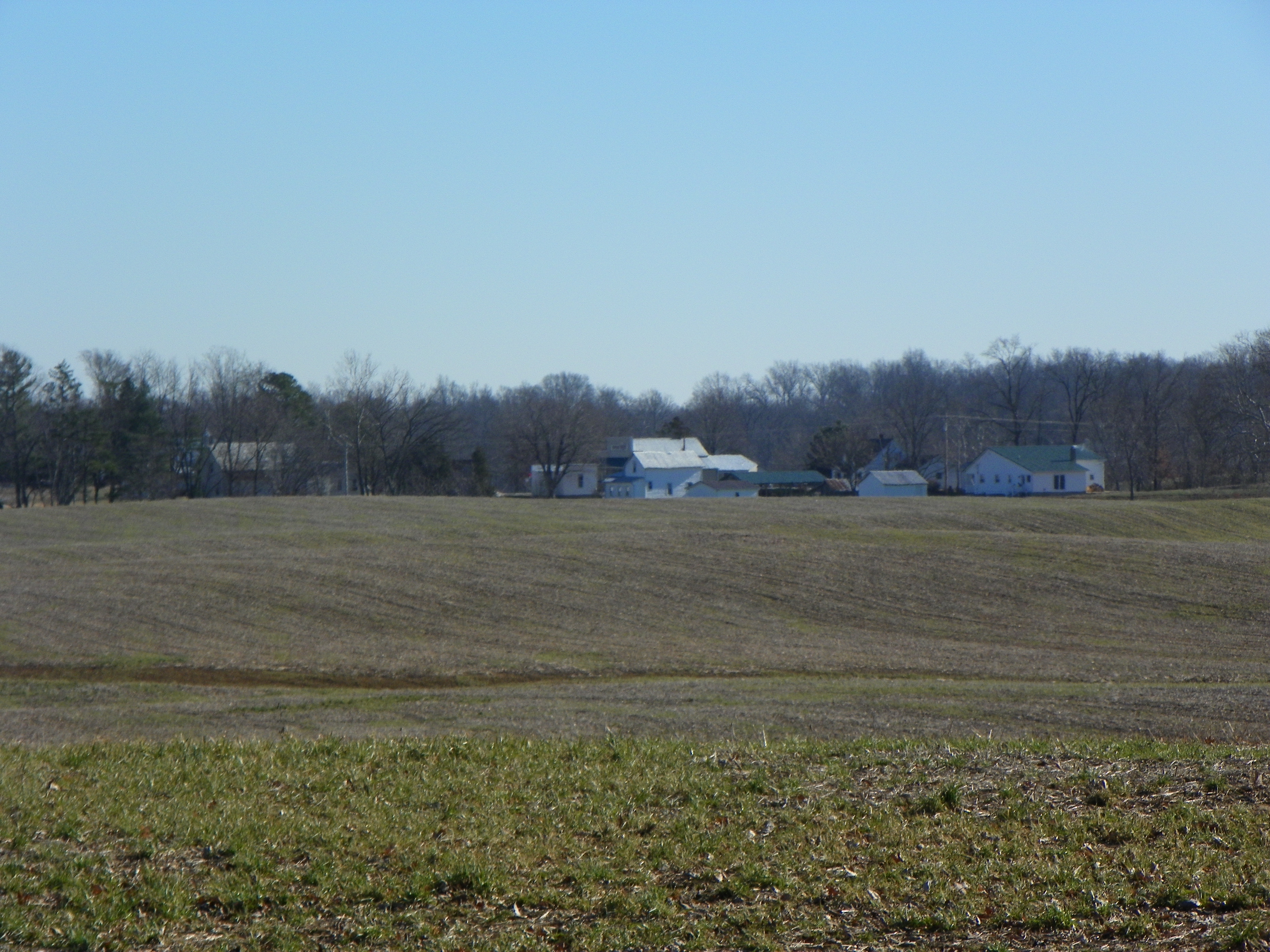
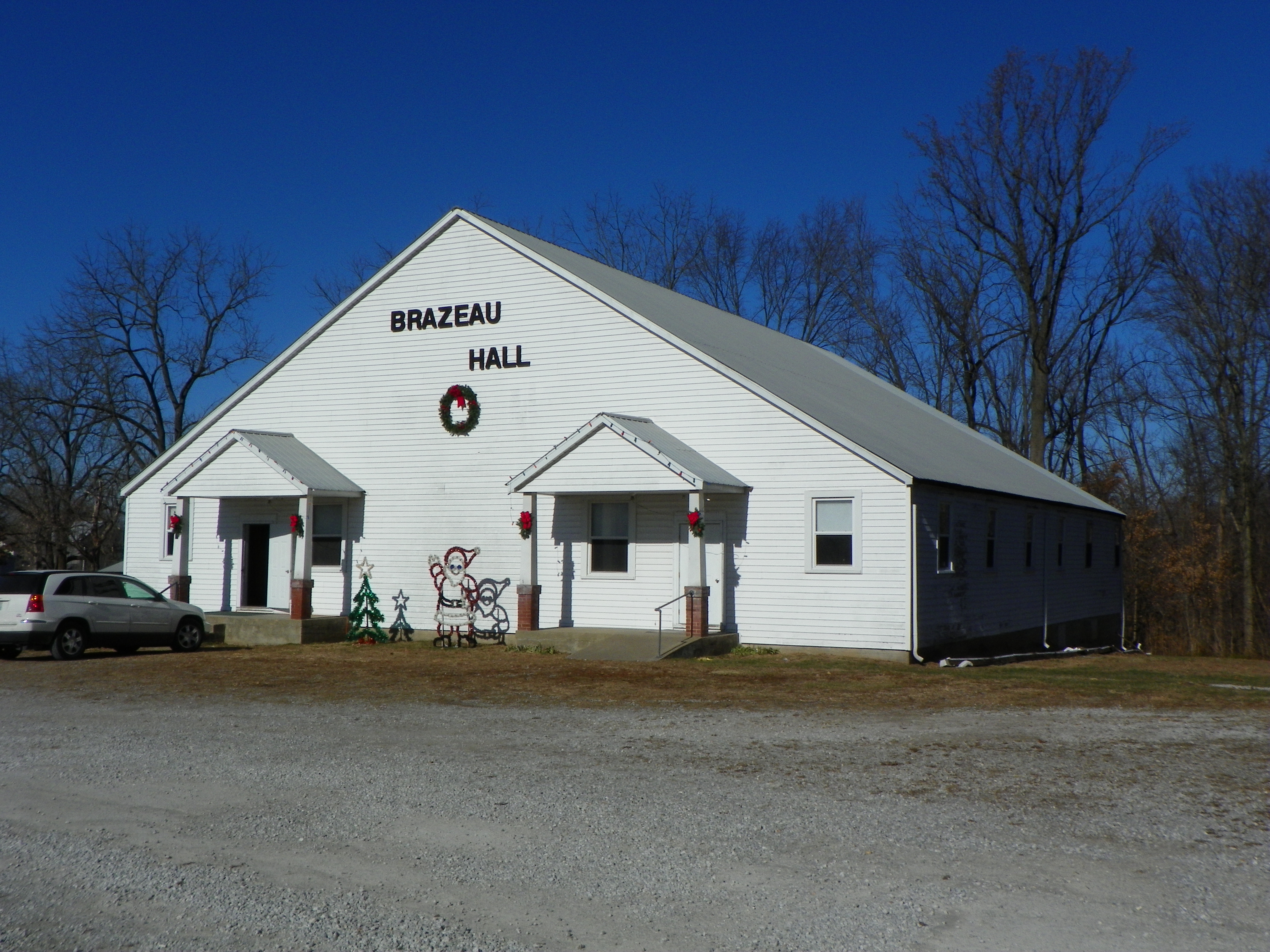